# فائق جباروف
فائق جباروف (ترکی آذربایجانی: Faiq Cabbarov؛ زادهٔ ۲۶ ژوئن ۱۹۷۲) بازیکن فوتبال اهل جمهوری آذربایجان است.
از باشگاه‌هایی که در آن بازی کرده‌است می‌توان به باشگاه فوتبال کپز و باشگاه فوتبال نفتچی باکو اشاره کرد.
وی همچنین در تیم ملی فوتبال جمهوری آذربایجان بازی کرده‌است.